# Октябрьский (Тяжинский район)
Октябрьский — посёлок в Тяжинском районе Кемеровской области. Входит в состав Нововосточного сельского поселения.

## География
Центральная часть населённого пункта расположена на высоте 247 метров над уровнем моря.

## Население
По данным Всероссийской переписи населения 2010 года, в посёлке Октябрьский проживает 255 человек (122 мужчины, 133 женщины).